# Cástor de Rodas
Cástor de Rodas fue un cronista de la Antigua Grecia. Fue contemporáneo de Cicerón y escribió una obra titulada Crónicas, en seis tomos, que no se ha conservado pero de la que se sabe que, a partir de cronologías de Eratóstenes y de Pseudo-Apolodoro, relataba los sucesos acaecidos desde la época de Nino, de Asiria, hasta la época de Pompeyo, hacia el año 60-61 a. C.  El libro recopilatorio de mitología griega llamado Biblioteca mitológica recoge el dato de que Cástor, el cronista, mencionaba que Io era hija de Ínaco. Este dato fue uno de los que usó Carl Robert en 1873 para demostrar que la Biblioteca no podía ser atribuida a Apolodoro de Atenas, puesto que se conocen las fechas de las crónicas que escribió Cástor y por tanto  el terminus post quem de la obra debe situarse a mediados del siglo I a. C., es decir, posterior a la muerte de Apolodoro de Atenas.